# 1100 км (колійний пост)
1100 кіломе́тр — залізничний колійний пост Знам'янської дирекції Одеської залізниці на лінії Олійникове — Колосівка.
Розташований за кілька кілометрів від села Мар'янівка Арбузинського району Миколаївської області між станціями Південноукраїнська (5 км) та Кавуни (5 км).
Станом на кінець квітня 2017 р. на платформі не зупиняються приміські поїзди.